# Livsmedelstillsats

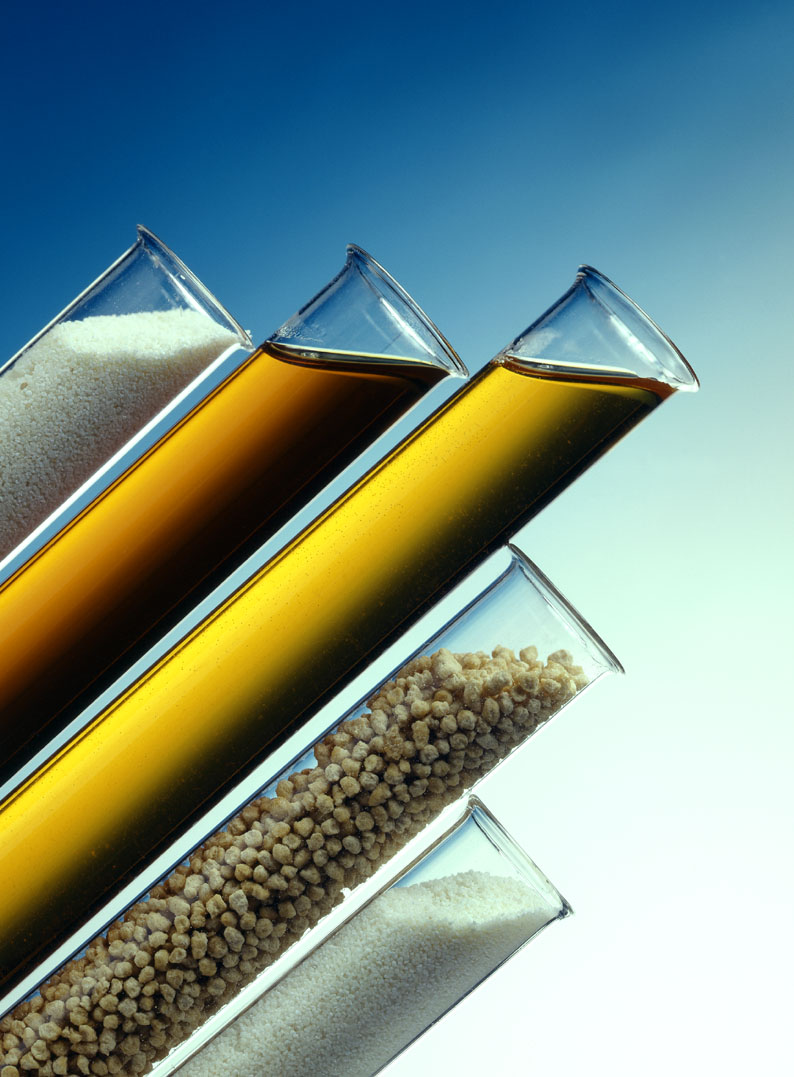
Livsmedelstillsats

En livsmedelstillsats är en substans tillsatt till mat vilket är ett fenomen som på olika sätt alltid har förekommit. Livsmedelstillsatser tillsätts i maten av många olika anledningar, exempelvis för att öka hållbarheten eller påverka smak, konsistens eller färg. Det finns både naturliga och artificiella livsmedelstillsatser. Vissa tillsatser, såsom natriumnitrit, som förutom att ge köttet en rosaaktig färg skyddar mot botulinumtoxin som kan orsaka botulism, tillsätts i maten för att skydda konsumenterna, medan andra, uppemot 90 procent av alla tillsatser, enbart tillsätts för utseendets och färgens skull. Exempel på det är azofärger som enligt The Lancet kan orsaka beteendestörningar.
I takt med att en allt större industrialisering av livsmedelsproduktionen har fler tillsatser tillsats maten. Tillsatser har också ifrågasatts och debatterats varför det även finns en efterfrågan efter matvaror fria från dem. Detta har också lett till att vissa ämnen som i andra sammanhang används i hushållet, som ättika, upplevs som något negativ om det ingår som en tillsats i matindustrin.

## Definition och användningsområden
En tillsats är enligt Svenska livsmedelsverket varje ämne som:
| ”                  | − som i sig självt normalt inte konsumeras som ett livsmedel, − som normalt inte används som en typisk ingrediens i livsmedel, oavsett om det har något näringsvärde eller inte, − som avsiktligt tillförs livsmedel för ett teknologiskt ändamål vid framställning, förädling, beredning, behandling, förvaring, förpackning och transport och som resulterar i, eller kan antas resultera i, att ämnet eller dess biprodukter direkt eller indirekt blir en beståndsdel i livsmedlet. | „ |
| – Livsmedelsverket | |   |

En tillsats kan alltså definieras som en produkt som tillsätts för att uppnå en teknologisk effekt i den producerade maten, och att det som betraktas som mat inte är tillsatser. Syntetiskt framställda ämnen som tillsätts i maten anses generellt vara tillsatser, likaså de ämnen som isoleras ur andra naturliga källor. Det finns ett antal olika anledningar till att mat innehåller tillsatser. Folks krav på visuellt tilltalande matvaror med lång hållbarhetstid har betytt mycket för utvecklingen och framställningen av tillsatserna. Det har även lett till att det idag finns livsmedel som inte går att tillverka utan tillsatser. Andra anledningar är att tillverkarna av maten vill effektivisera och sänka produktionskostnader, eller att den är viktig för hanteringen av livsmedlet. Man kan dela in tillsatser i två grupper; berikande tillsatser och teknologiska tillsatser.
Tillsatser som är tillåtna i EU kallas för E-nummer. Även vissa länder utanför EU tillämpar systemet, som Island och Norge, till följd av samarbetet mellan EU och EFTA. Det finns även andra länder som använder systemet, dock utan ett "e" före numret. Tillsatserna kan bland annat vara av typerna:
- Livsmedelsfärgämnen (E100–199)
- Konserveringsmedel (E200–299)
- Antioxidationsmedel och surhetsreglerande medel (E300–399)
- Förtjocknings-, stabiliserings- och emulgeringsmedel (E400–499)
- Antioxidationsmedel och klumpförebyggande medel (E500–599)
- Smakförstärkare (E600–699)
- Antibiotika (E700–799)
- Övriga tillsatser (E900–999)
- Oklassificerade (E1100–1599)